# Szatańskie tango (film)
Szatańskie tango (węg. Sátántangó) – węgierski czarno-biały dramat filmowy z 1994 roku w reżyserii Béli Tarra, będący adaptacją powieści László Krasznahorkaia pod tym samym tytułem.
Film, według opinii krytyki, wyznaczył nowe granice języka kina, stając się dziełem-inspiracją dla wielu reżyserów, m.in. Gusa Van Santa. Ponad siedmiogodzinna, czarno-biała epopeja siłę swego oddziaływania zawdzięcza przede wszystkim długim, hipnotycznym ujęciom (film składa się z zaledwie 39 scen) oraz cyklicznej strukturze wyznaczanej powracającym motywem tańca – tytułowego szatańskiego tanga.

## Obsada

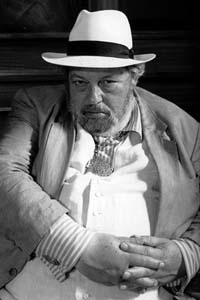
Peter Berling (zdjęcie z 1996 r.)

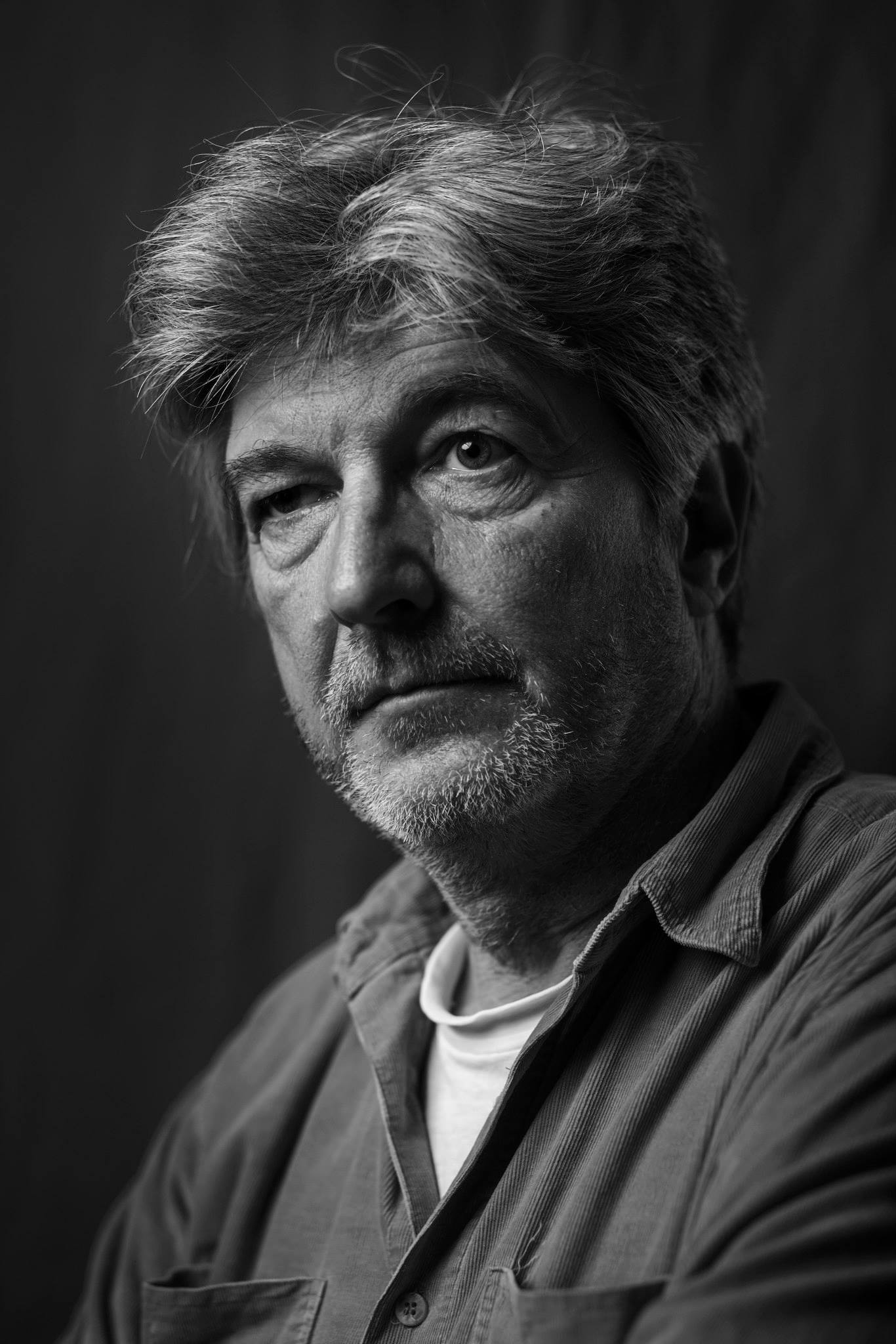
Mihály Víg – odtwórca roli Irimiása i autor muzyki do filmu

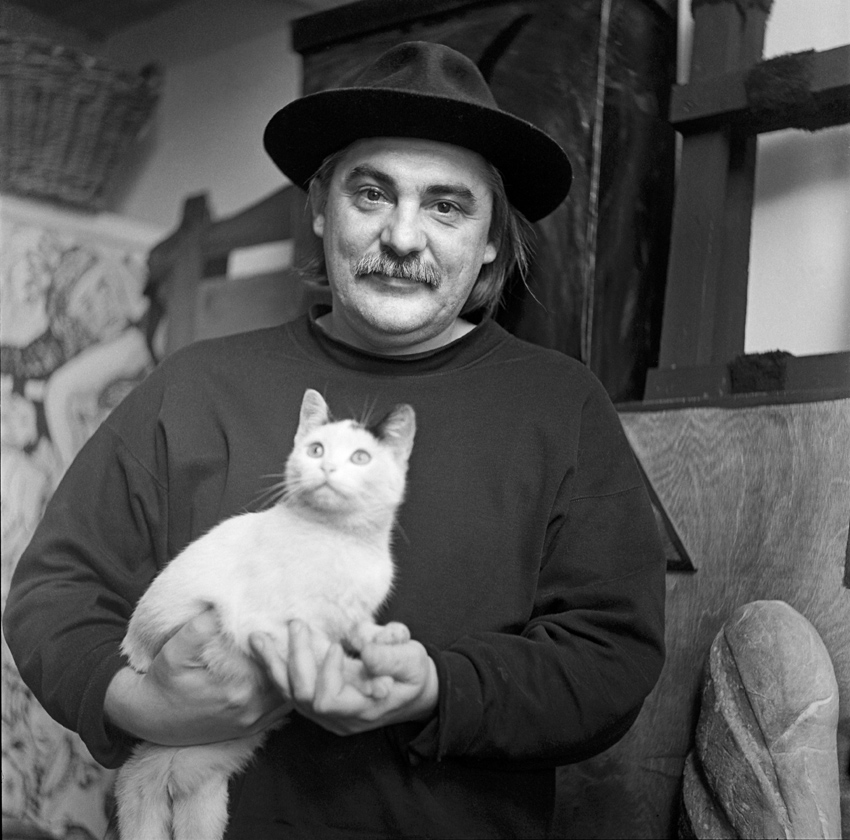
László Lugossy, odtwórca roli Schmidta

- Mihály Víg – Irimiás
- Putyi Horváth – Petrina
- László Lugossy – Schmidt
- Éva Almássy Albert – Pani Schmidt
- János Derzsi – Kráner
- Irén Szajki – Pani Kráner
- Alfréd Járai – Halics
- Miklós Székely – Futaki
- Erzsébet Gaál – Pani Halics
- György Barkó – dyrektor szkoły
- Zoltán Kamondi – karczmarz
- András Bodnár – Sanyi Horgos
- Ilona Bojár – Pani Horgos
- Erika Bók – Estike
- István Juhász – Kelemen
- Peter Berling – doktor
- Péter Dobai – kapitan

i inni.

## Fabuła
Niewielka, odległa od miasta wioska na Wielkiej Nizinie Węgierskiej, schyłek ery komunistycznej. Mieszkańcy wioski – pracownicy podupadłej spółdzielni rolniczej – tkwią w marazmie, bez perspektyw na lepsze życie. Ich bieda materialna towarzyszy pustce duchowej i degradacji moralnej. Jednak bohaterowie filmu czekają na jakiś znak, na nadejście Wybawiciela, który pozwoli im rozpocząć nowe życie.

## Głosy krytyków
O filmie Tarra pisano:

Koronne przedsięwzięcie wielkiego indywidualisty końca wieku, tworzącego hipnotyczne, alegoryczne filmy bez skrótów narracyjnych (...). W tej wizji dantejskiego labiryntu piekła na ziemi, z ludźmi wirującymi w zamkniętej pętli czasu w kręgu złudnych nadziei, Irimiás jest wodzirejem krainy bez Boga, gdzie nie ma już dzwonnic. Tarr wyraźnie unika dopowiedzeń – może z wyjątkiem jednej sceny, gdy zdjęty chwilowym lękiem złoczyńca pada na kolana przed zrujnowanym kościołem, miejscem śmierci Estike – lecz metafizyczny wymiar jego dzieła jest oczywisty, a Irimiása uznać można za jedną z najlepszych współczesnych personifikacji szatana.

W „Szatańskim tangu” Krasznahorkai jak nikt inny pokazał zupełną degrengoladę społeczeństwa zmulonego nudą i beznadzieją prowincji, smutkiem komunizmu i klęską „gospodarki niedoboru”, nędzą zapomnianej przez Boga i Pierwszego Sekretarza wsi gdzieś w odmętach puszty. Świata, o którym pamięta jedynie właśnie Szatan, bo to jego królestwo. Świata, w którym, zapijając się palinką, ludzie balansują pomiędzy rozpaczą a nadzieją na ucieczkę z tego najniższego piekielnego kręgu, czekając na obiecanego Mesjasza, który zamiast wyprowadzić ich z domu niewoli, okazuje się być zwykłym hochsztaplerem. (...)
Z „Szatańskiego tanga” Béla Tarr, niebywały zupełnie reżyser, podobnie jak Krasznahorkai w literaturze, całkowicie osobny na tle światowej kinematografii, trudno porównywalny z jakimkolwiek innym artystą, zrobił filmowe arcydzieło pod tym samym tytułem.

W plebiscycie krytyków filmowych, zorganizowanym w 2012 r. przez czasopismo Brytyjskiego Instytutu Filmowego „Sight & Sound”, Szatańskie tango na 250 ocenianych filmów zajęło 36 miejsce.

## Nagrody
- Międzynarodowy Festiwal Filmowy w Berlinie 1994
  - Nagroda Caligari dla Béli Tarra[8]

- National Society of Film Critics Awards, USA 1994
  - Special citation for experimental films[9]